# Al-Salt
al-Salt (in arabo السلط‎?, al-Salṭ) è una città della Giordania, della quale è stata la capitale nel 1922, situata poco più a ovest di Amman.

## Società
La popolazione è di circa 330 000 abitanti, per la maggior parte di etnia araba e di religione islamica, oltre a una cospicua comunità di arabi cristiani.

## Storia
Sino agli inizi del Novecento si pensava che la città fosse stata fondata dai Romani, ma le sue origini, come si è poi scoperto, risalgono addirittura ai primi anni dell'Età del ferro (secoli IX-III a.C.). Crebbe e divenne una delle città più popolate della Giordania sotto i Romani, che la ribattezzarono Saltus. Ci fu poi un breve periodo di decadenza, ma ritornò popolosa durante il dominio bizantino.
Nel 1220 la città divenne sede vescovile e poté godere di un periodo di grande prestigio durante le Crociate. Il sultano ayyubide al-Malik al-Muʿaẓẓam infatti costruì un castello per difendersi dagli attacchi dei crociati, temendone la violenza e i saccheggi, e la ribattezzò al-Salt. Ma il castello fu preso dai Mongoli e raso al suolo nel XVI secolo.
Dopo la prima guerra mondiale Herbert Samuel, un politico inglese, la scelse per annunciare che la Gran Bretagna vedeva con favore la nascita di un governo autonomo in Giordania. Al-Salt fu per pochi giorni del 1922 la capitale dell'Emirato di Transgiordania, prima che il neo-Governo decidesse di spostarsi nella vicina Amman. Tuttavia ancora oggi rimane una sede per le riunioni straordinarie del Governo. Nel 1924 ad al-Salt fu fondato il primo istituto di studi secondari della Giordania.

## Economia

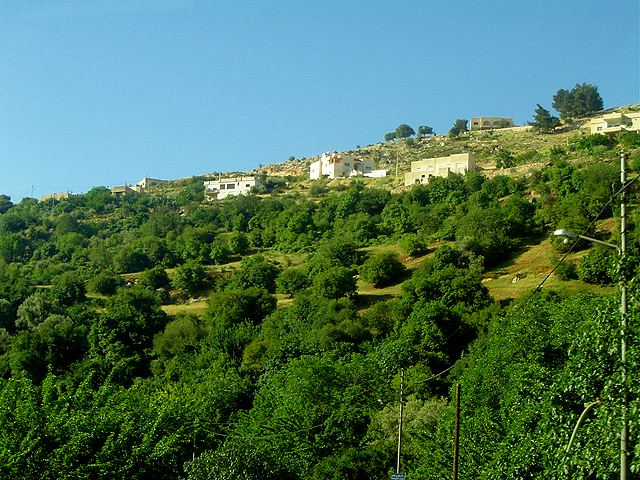
La campagna attorno ad al-Salt

Al-Salt è famosa in Giordania per il suolo particolarmente fertile della sua campagna, che produce sia frutta sia vegetali. I prodotti della terra sono per la maggiore quelli tipici della zona: olive, pomodori, uva e pesche, principalmente. Recentemente sta iniziando ad acquisire sempre maggior peso la produzione dell'uva sultanina.
All'interno della città non è molto sviluppato il settore terziario né quello secondario, poiché i maggiori investimenti sono concentrati soprattutto nell'edilizia. Infatti la popolazione è in crescita e la maggior parte delle case risalgono alla fine dell'Ottocento, specie quelle del centro storico, ormai pericolante.

### Le case di al-Salt
L'atmosfera che si respira nel centro storico di al-Salt è dovuta alle abitazioni di fine Ottocento. Esse sono molto particolari in quanto sono state costruite con una pietra di colore giallo, ricavata dalle cave poco lontane dalla città. La resistenza di questa pietra è straordinaria, ma la trascuratezza delle autorità verso il centro storico ha fatto sì che la principale bellezza cittadina andasse via via deteriorandosi e così oggi molti edifici sono in cattivo stato di conservazione.
Le case erano costruite a due o a tre piani, avevano colonne, balconi e volte, che decoravano tutte le facciate. Ormai case come queste non si costruiscono quasi più, perché la pietra gialla inizia a scarseggiare e perché le autorità competenti investono su edifici più moderni.